# Phyllophaga potrerillo
Phyllophaga potrerillo är en skalbaggsart som beskrevs av Garcia-vidal 1987. Phyllophaga potrerillo ingår i släktet Phyllophaga och familjen Melolonthidae. Inga underarter finns listade i Catalogue of Life.